# Швецова (деревня)
Швецова — упразднённая в декабре 2016 года деревня в Свердловской области, входившая в муниципальное образование Алапаевское. Управлялась Калачинской сельской администрацией.

## География
Деревня располагалась на левом берегу реки Ежуковка в 26 километрах (31 км по трассе) на северо-восток от города Алапаевск.

### Часовой пояс
Швецова, как и вся Свердловская область, находится в часовой зоне МСК+2. Смещение применяемого времени относительно UTC составляет +5:00.

## История
Законом Свердловской области от 19 декабря 2016 года № 143-ОЗ деревня Швецова была присоединена к селу Кировское.

## Население
| 2002 | 2010 |
| ---- | ---- |
| 40   | ↘36  |

Структура
По данным переписи 2002 года национальный состав следующий: русские — 100 %. По данным переписи 2010 года в деревне было: мужчин — 17, женщин — 19.

## Инфраструктура
В деревне располагалась всего одна улица: Широкая.